# سد زایابوری
سد زایابوری (به لاتین: Xayaburi Dam) یک سد و نیروگاه برقابی در لائوس است که در استان ساینیابولی واقع شده‌است.